# Jean Cassou (homme politique)
Pour les articles homonymes, voir Jean Cassou (homonymie) et Cassou.
Jean René Cassou est un homme politique français né le 31 mai 1827 à Simacourbe (Basses-Pyrénées) et décédé le 17 janvier 1906 à Monassut (Basses-Pyrénées).

## Biographie
Avocat, maire de Monassut, conseiller général, il est député des Basses-Pyrénées de 1881 à 1885 et de 1896 à 1900 et sénateur de 1900 à 1906. Il siège sur les bancs des modérés, et vote avec la majorité républicaine.

## Décorations françaises
- Chevalier de la Légion d'honneur le 13 juillet 1895 [1].